# Elleanthinae
De Elleanthinae vormen een subtribus van de Sobralieae, een tribus van de orchideeënfamilie (Orchidaceae). De naam is afgeleid van het geslacht Elleanthus. Elleanthinae omvatten zowel terrestrische als epifytische orchideeën. Ze worden gekenmerkt door knotsvormige tot eivormige, even grote pollinia verbonden met een kleverig caudiculum. De subtribus omvat drie geslachten met in totaal een 160 soorten orchideeën, voornamelijk uit Midden- en Zuid-Amerika.

## Taxonomie
Dressler erkende deze subtribus niet en plaatste deze geslachten nog bij de Sobraliinae. Szlachetko verplaatste ze naar de subtribus Elleanthinae, maar in een aparte tribus Elleantheae. Op basis van later DNA-onderzoek werden ze terug bij de tribus Sobralieae opgenomen. Onderzoek uit 2007 laten nog steeds twijfel, maar houden het bij de opdeling zoals hier beschreven.
- Geslacht:
  - Elleanthus
  - Epilyna
  - Sertifera